# Macropidia fuliginosa
Macropidia fuliginosa là một loài thực vật có hoa trong họ Huyết bì thảo. Loài này được William Jackson Hooker mô tả khoa học đầu tiên năm 1847 dưới danh pháp Anigozanthos fuliginosus. Năm 1917 George Claridge Druce chuyển nó sang chi Macropidia.

## Hình ảnh

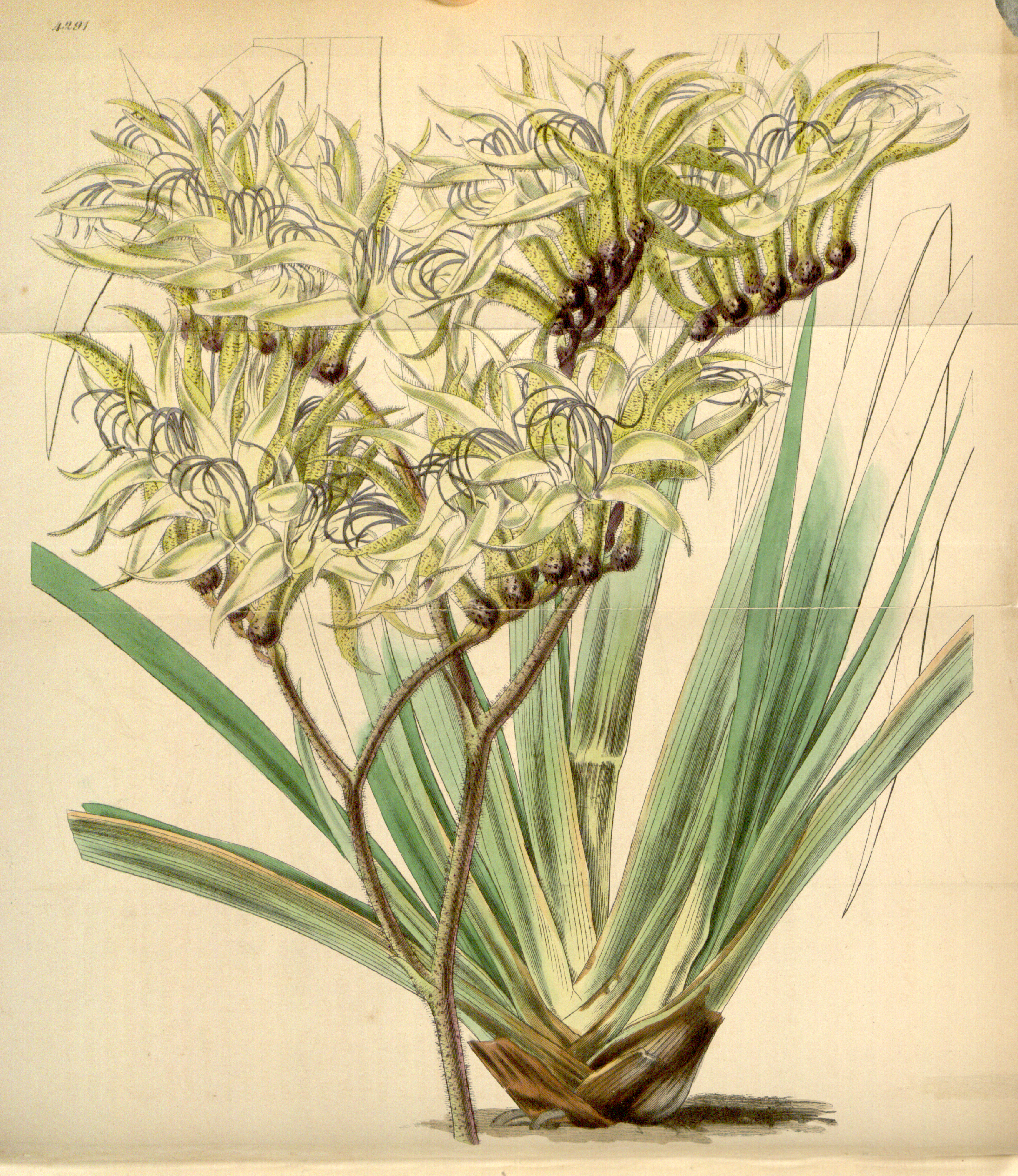
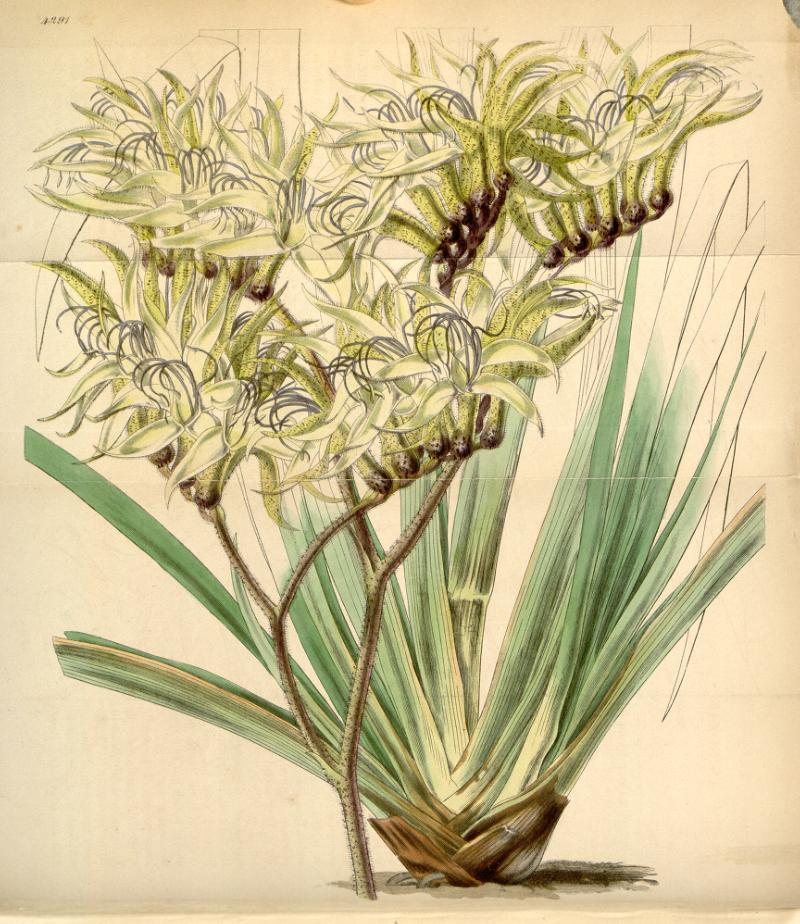